# Iwanowka (Baschkortostan, Fjodorowski)
Iwanowka (russisch Ивановка; baschkirisch Ивановка) ist eine Derewnja (Dorf) in der russischen Republik Baschkortostan. Der Ort gehört zur Landgemeinde Balyklinski selsowet im Fjodorowski rajon. Er wird überwiegend von Russen bewohnt.

## Geographie
Iwanowka befindet sich neun Kilometer südöstlich vom Rajonzentrum Fjodorowka. Der Gemeindesitz Balykly liegt vier Kilometer südlich. Die nächste Bahnstation ist Meleus an der Strecke von Ufa nach Orenburg 45 Kilometer südöstlich.

## Geschichte
Der Ort wurde im Jahr 1876 von russischen Bauern aus dem Gouvernement Kursk als Siedlung Iwanowski gegründet. Sie hatten das Land von baschkirischen Grundbesitzern erworben. Später wurde der Ort in Iwanowka umbenannt und zu einer Derewnja erhoben.

### Bevölkerungsentwicklung
| Jahr | Einwohner |
| ---- | --------- |
| 1968 | 96        |
| 2002 | 18        |
| 2010 | 11        |

Anmerkung: Volkszählungsdaten, 1968: Fortschreibung